# 新乌江镇
新乌江镇，是中华人民共和国安徽省阜阳市颍东区下辖的一个乡镇级行政单位。

## 行政区划
新乌江镇下辖以下地区：
乌江社区、龙凤村、瓦房村、刘大郢村、关寺村、李桥村、李土楼村、周圩村和李庄村。